# Brüno
A Brüno 2009-ben bemutatott brit filmvígjáték, melyet Larry Charles rendezett. A címszereplő osztrák meleg divatmániás riportert Sacha Baron Cohen alakítja, aki a film forgatókönyvírója és producere is volt.
A filmet az Amerikai Egyesült Államokban 2009. július 10-én mutatták be, Magyarországon egy nappal hamarabb, július 9-én a Fórum Hungary forgalmazásában.

## Cselekmény
A meleg osztrák divatriportert, Brüno Gehardot kirúgják saját televíziós műsorából, a Funkyzeit mit Brüno-ból, miután megzavarta a Milánói Divathét kifutóját (amelynek közönsége között volt Paul McCartney), és szerelme, Diesel elhagyja őt egy másik férfiért. Asszisztense, Lutz Schulz asszisztensének kíséretében az Egyesült Államokba utazik, hogy „a legnagyobb osztrák szupersztár legyen Adolf Hitler óta”.
Brüno sikertelenül próbálkozik színészi karrierrel, mint statiszta az NBC Medium című műsorában. Ezután interjút készít Paula Abdullal, bútorok helyett „mexikói szék-embereket” használva (Abdul mindenbe belemegy, és elmagyarázza, hogyan törekszik arra, hogy segítsen az embereken). Ezután egy hírességekkel készített interjút készít, melyben erotikusan táncol, kritizálja Jamie Lynn Spears magzatát a valóságshow-sztárral, sikertelenül próbál interjút készíteni Harrison Ford színésszel, majd egy közeli felvétellel zárul, melyen a péniszét a medencében körbe-körbe ringatja. Egy fókuszcsoport, amely a pilotot véleményezte, utálta, és „rosszabbnak nevezte, mint a rák”. Brüno ezután úgy dönt, hogy készít egy szexvideót, így aztán interjút készít Ron Paullal, azt állítva, hogy összetévesztette őt egy drag queen-nel (aki RuPaul). Miközben egy hotelszobában várakozik Paullal, Brüno flörtöl vele, mielőtt levetkőzne, aminek hatására Paul dühösen távozik.
Brüno konzultál egy spiritualistával, hogy kapcsolatba lépjen az elhunyt Rob Pilatus-szal a Milli Vanilli-ből. Tanácsot kér, különböző szexuális aktusokat mímelve a láthatatlan „Pilatus”-on. Konzultál Nicole és Suzanne DeFosset jótékonysági PR-tanácsadókkal, hogy válasszanak ki egy világproblémát, amellyel maximalizálhatják hírnevét, és az izraeli-palesztin konfliktus mellett döntenek.
Elrepül Jeruzsálembe, hogy interjút készítsen a volt Moszad ügynökkel és a palesztin politikussal, Ghassan Khatibbal. Összekeveri a hummuszt és a Hamászt. Egy interjúban izraeli és palesztin professzorokkal elénekli a saját „Béke galambját”, miközben hízelegve egymás kezét simogatják. Találkozik továbbá Ayman Abu Aitával, egy terrorista csoport vezetőjével (Al-Aksza Mártírjainak Brigádjai) egy Libanonban lévő palesztin menekülttáborban, ahol azt reméli, hogy elrabolják. Brüno sértegeti Abu Aita haját, majd azt mondja, hogy a „király Oszáma bin Láden” úgy néz ki, mint egy piszkos varázsló vagy egy hajléktalan Mikulás. Abu Aita tolmácsa felszólítja Brünót, hogy távozzon. Megáll Nairobiban, hogy „egy kicsit vásároljon”.
Brüno interjúkat készít gyermekmodellek szüleivel, megkérdezve, hogy kisgyermekeik hajlandóak lennének-e lefogyni, zsírleszíváson átesni, „elavult nehézgépeket” vagy „amatőr tudományt” működtetni, vagy náci egyenruhába öltözni.
Egy Richard Bey által vezetett talkshow-ban megmutatja az afroamerikai közönségnek az általa O.J.-nek elnevezett kisbabát, akit Afrikában úgy szerzett meg, hogy „elcserélte” egy limitált kiadású piros U2 Ipod-ért. Fotókat mutat a fiúról, amint méhekkel borítva, feszületen és egy jacuzziban, 69-es pózban álló férfi felnőttek mellett látható. A közönség megdöbben, és a szociális szolgálat elveszi Brünótól a gyereket, ami depresszióba kergeti.
Elmegy egy étkezdébe, hogy magasszénhidrát-tartalmú gyorskaját zabáljon. Lutz visszaviszi őt egy szállodai szobába. Egy éjszakai szex után arra ébrednek, hogy egy „bondage” mechanizmus csapdájában találják magukat, és nem találják a kulcsot. Segítségül hívnak egy szállodai mérnököt, de megkérik őket, hogy távozzanak. Miután a Westboro Baptista Egyház melegellenes tüntetőinek egy csoportját megszólítják, miközben még mindig a bondage felszerelésben vannak, és felszállnak egy buszra, Brüno és Lutz eltávolítják a felszerelésüket az alabamai Huntsville-ben található Madison megyei Alternatív Büntetés-végrehajtási és Szabadulási Hivatalban. Miután letartóztatták, Lutz azt mondja, hogy szereti Brünót, de Brüno azt mondja neki, hogy nem szereti őt, mivel a „sörszemüveg” befolyásolta. Lutz elhagyja Brünót.
Miután rájön, hogy Hollywood legnagyobb nevei heterók (idézve Tom Cruise, Kevin Spacey és John Travolta), Brüno két homoszexuális átalakítót keres fel, hogy segítsenek neki heteroszexuálissá válni. Megpróbálkozik más „férfias” tevékenységekkel is, például megtanul karatézni, belép az Nemzeti Gárdába, vadászni megy Alabamába, és részt vesz egy „swingers” partin, amelynek során egy domina megkorbácsolja.
Nyolc hónappal később az immár heteroszexuális Brüno „Straight Dave” álnéven ketrecharc-meccset rendez Arkansasban, „Straight Dave's Man Slammin' Maxout” címmel. Lutz megjelenik az eseményen, és Brünót „köcsögnek” nevezi. A két férfi összeveszik, majd újra fellángol a szerelmük, csókolóznak és vetkőznek a megdöbbent nézők előtt, akik különféle tárgyakat dobálnak a ketrecbe. A klip nemzetközi sajtóvisszhangot kap, és az immár híres Brüno megpróbálja feleségül venni Lutzot, és egy MacBook Pro-ért cserébe visszakapja O.J.-t. Az Abbey Road Studios-ban Brüno felvesz egy jótékonysági dalt, „Dove of Peace” címmel, amelyben Bono, Elton John, Elton John (zongoránál ül egy mexikói „székszemélyen”), Chris Martin, Snoop Dogg, Sting és Slash is közreműködik.

## Szereplők
| Színész           | Szerep       | Magyar hang      |
| ----------------- | ------------ | ---------------- |
| Sacha Baron Cohen | Brüno Gehard | Rába Roland      |
| Gustaf Hammarsten | Lutz         | Kapácsy Miklós   |
| Gary Williams     | Önmaga       | Törköly Levente  |
| Lloyd Robinson    | Önmaga       | Borbiczki Ferenc |
| Miguel Sandoval   | Önmaga       | Csuha Lajos      |
| Denny Bond        | Önmaga       | Cs. Németh Lajos |
| Danny Shirley     | Önmaga       | Bezerédi Zoltán  |
| Yossi Alpher      | Önmaga       | Forgács Gábor    |
| Jody Trautwein    | Önmaga       | Fekete Zoltán    |
| Ron Paul          | Önmaga       | Izsóf Vilmos     |

## Fordítás
- Ez a szócikk részben vagy egészben  a   Brüno című angol Wikipédia-szócikk fordításán alapul.  Az eredeti cikk szerkesztőit annak laptörténete sorolja fel. Ez a jelzés csupán a megfogalmazás eredetét és a szerzői jogokat jelzi, nem szolgál a cikkben szereplő információk forrásmegjelöléseként.